# 情島 (広島県)

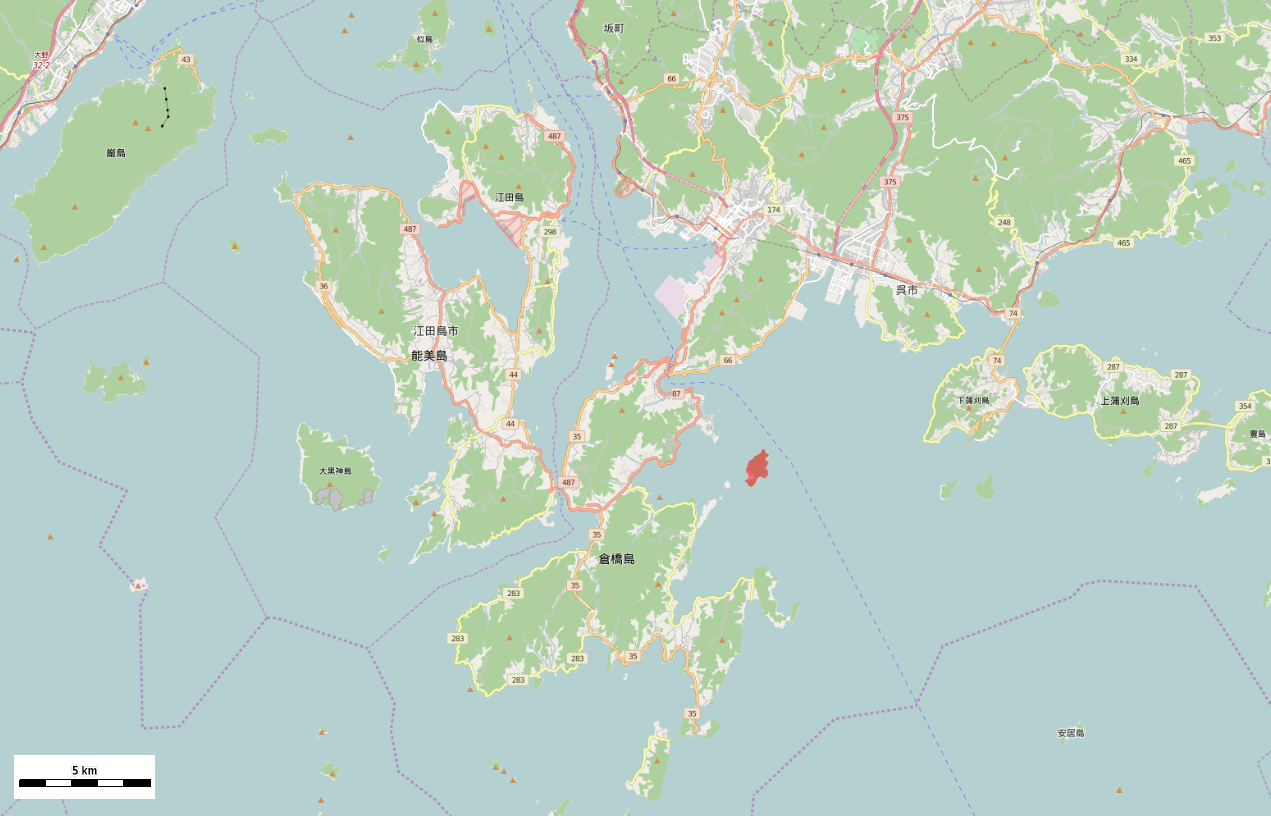
周辺

情島（なさけじま）は、瀬戸内海芸予諸島の島。有人島である。

## 地理
本州広島県呉市からの南約8.0km、倉橋島のすぐ東側に位置する。この島の西隣が小情島と呼ばれる無人島である。なお、倉橋島は音戸大橋によって本州の呉市とは結ばれているが、情島は結ばれておらず離島になる。全島域が呉市阿賀町（〒737-0005）。
面積0.69km2、周囲4.5km（2010年度）。島の8割強が山地で、最高峰は高山126m。島の西側はほぼ岸壁で集落が一つ、東側に砂浜が数カ所ある。地質はほぼ花崗岩。気候は瀬戸内海式気候。
2010年現在で人口は6世帯9人、高齢化率は88.9%。平地自体が極端に狭いという地形的制約から今後の人口増を望むことが難しく、将来的には集落維持が困難になることが懸念されている。
上水道施設は存在しておらず、各家庭の井戸を用いている。携帯電話は繋がるが他の情報ネットワークは構築されていない。
周辺は小型底引き網の漁場である。住民はいわゆる半農半漁。島内の漁業従事者は2010年現在で1人のみ。農家が3世帯あるがあくまで自給的なものに留まっている。

## 歴史

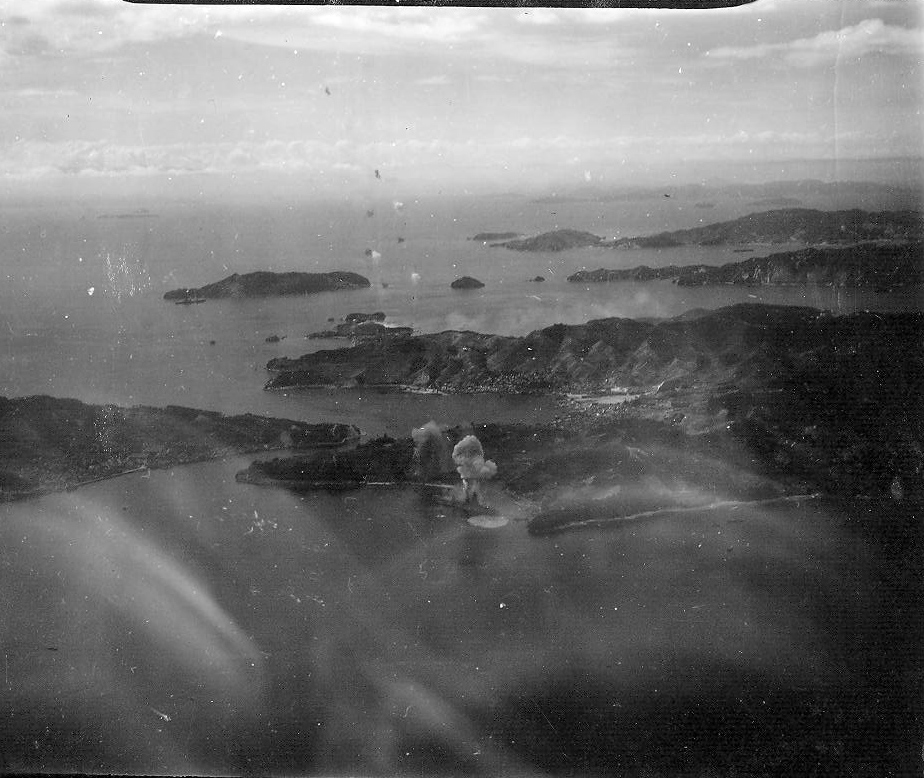
音戸町坪井沖から撮影された呉軍港空襲の様子。左奥が情島で日向が見える。手前に右が倉橋島で左の海峡が音戸の瀬戸、左が呉市本土。

島の名の由来は伝承によると、イチキシマヒメが宮島に向かう途中この付近で難航していたところ、この島の住民が助けたことから。
この島の南には“情島古墳”という円墳が発見されている。横穴式石室であるため、古墳時代後期のもの。その付近に“火の釜”と呼ばれる狼煙台跡があり、この地を拠点とした海賊が使っていたと伝承に残る。
江戸時代、広島藩はこの島に放牧場を設けた。そして阿賀の農民に管理させるため移住させている。
明治以降の行政区分は、1978年賀茂郡阿賀村、1897年賀茂郡阿賀町、1928年呉市に編入された。
明治初期で人口約40人。この時期に松本勝太郎が材木切り出し用に島の半分以上を買収し、別荘を置いていた。
昭和初期で人口約140人。柑橘栽培に従事している。島の海水浴場は松本が所有する土地の中にあり、夏場には一般開放されていた。この時期松本の別荘に江見水蔭が訪れている。
ただ太平洋戦争時には「海軍さんの島」大日本帝国海軍呉鎮守府が接収し竜巻作戦（特四式内火艇）や伏龍の秘密訓練場となった。大戦末期には浮砲台として日向がこの沖に置かれ、呉軍港空襲により大破、乗員約1000人のうち197人が死亡600人余りが重軽傷を負った。現在島の北側には“日向殉忠碑”“軍艦日向戦没碑”といった慰霊碑が建立されている。
戦後、帰ってきた元島民により1947年時点での人口は207人にまで達したが、以降減少を続けている。

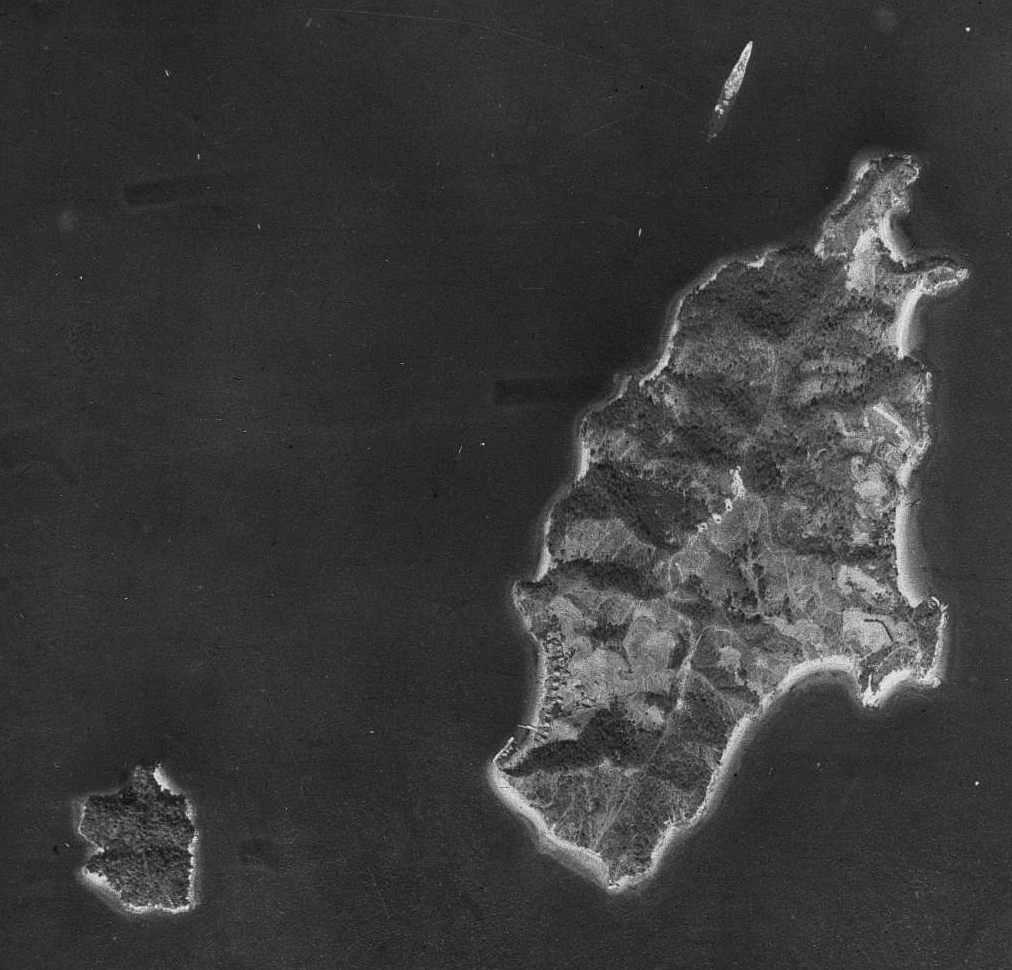
1947年アメリカ軍撮影。ほぼハゲ山になっているが伐開によるものか空襲による火災によるものかは不明。日向の陰影がみえる。
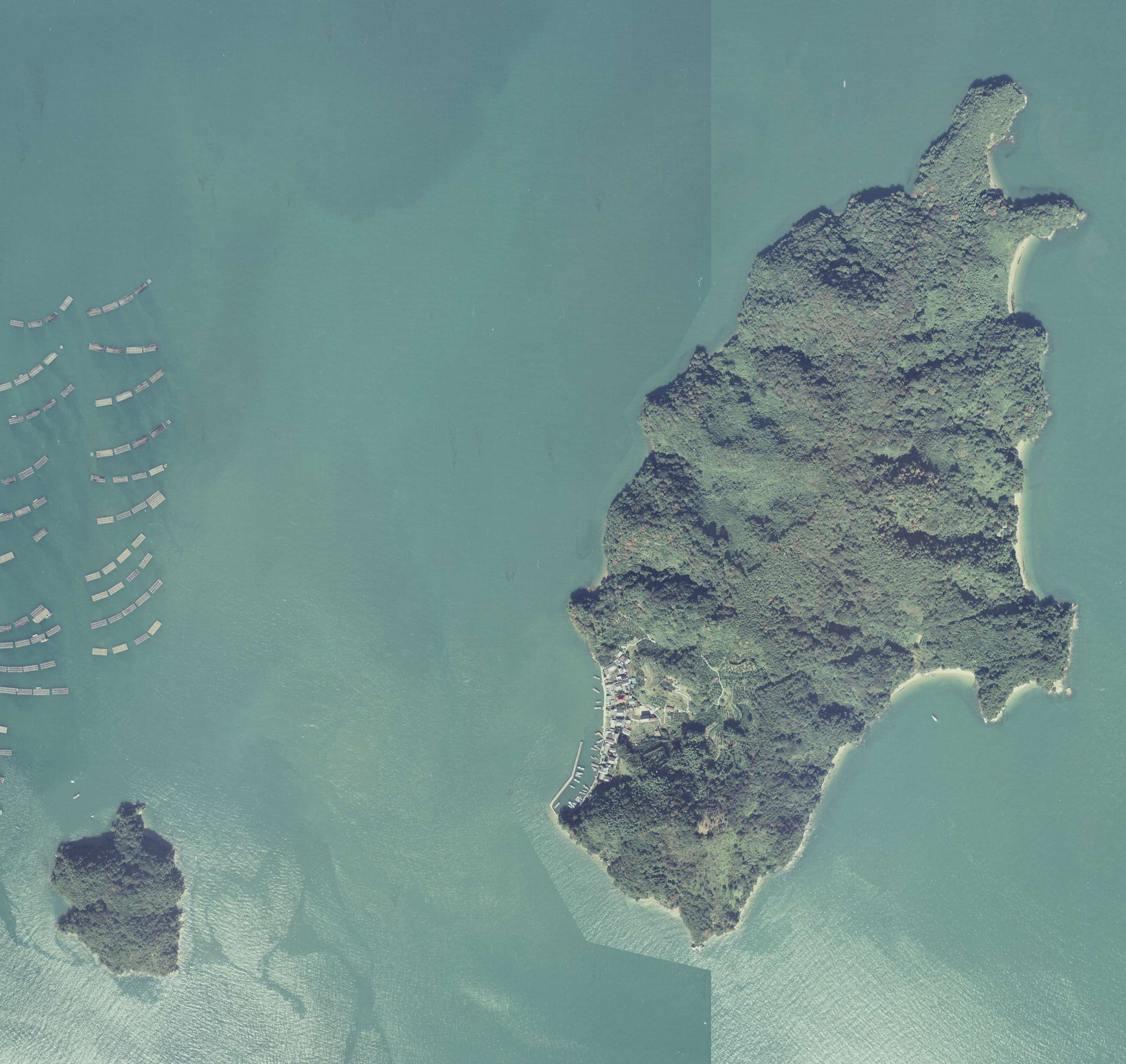
1981年
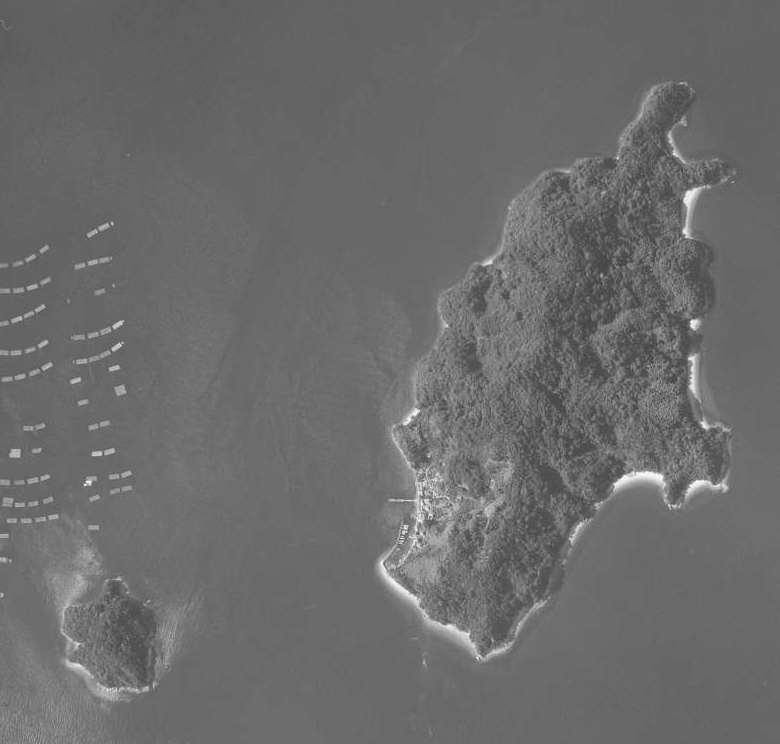
2003年

## 七不思議
この島には七不思議（七奇跡あるいは七名所とも）が伝承されている。
1. 粟八斗島の鯛の巣 - 栗を8斗分
2. 夫婦岩の馬殺し - 山に2つの岩があり、3間離れているが大晦日の夜に密着する。ある時馬がそれに挟まって死んだという。
3. 火の釜の窟 - 8畳ほどの洞窟が2つあり、平家の落武者あるいは海賊が住んでいた。
4. 潜り岩
5. 狗賓松（天狗の腰掛松）
6. 水有り
7. 水場

## 交通
阿賀港との間で定期便として旅客船が運航されている。
- （有）つかさ

阿賀港（呉市）〜 情島 （所要時間 25分、1日3往復）
なお乗船場所は阿賀漁協の裏側（海側）で、かつての呉・松山フェリーの発着場所から約100m北西側にある。運賃は片道210円。港の近くには駐車場はない。

## 参考資料
- “広島県離島振興計画（平成２５年度～平成３４年度）” (PDF).   広島県 (2013年12月). 2016年2月20日閲覧。
- 江見水蔭『水蔭行脚全集. 第5巻』（PDF）1934年。2016年2月20日閲覧。